# Forte Village Sardegna Open 2020
Il Forte Village Sardegna Open è stato un torneo di tennis giocato nei campi in terra rossa all'aperto. È stata la prima edizione del torneo, facente parte della categoria ATP Tour 250 nell'ambito dell'ATP Tour 2020. Il torneo si è giocato al Forte Village di Santa Margherita di Pula, in Italia, dal 12 al 18 ottobre 2020. È stato organizzato a seguito delle tante cancellazioni dovute alla pandemia di COVID-19.

## Partecipanti al singolare

### Teste di serie
| Nazionalita | Giocatore            | Ranking* | Testa di serie |
| ----------- | -------------------- | -------- | -------------- |
| Italia      | Fabio Fognini        | 15       | 1              |
| Serbia      | Dušan Lajović        | 24       | 2              |
| Norvegia    | Casper Ruud          | 25       | 3              |
| Spagna      | Albert Ramos Viñolas | 44       | 4              |
| Italia      | Lorenzo Sonego       | 46       | 5              |
| Spagna      | Pablo Andújar        | 51       | 6              |
| Stati Uniti | Tommy Paul           | 58       | 7              |
| Uruguay     | Pablo Cuevas         | 60       | 8              |

* Ranking al 28 settembre 2020.

### Altri partecipanti
I seguenti giocatori hanno ricevuto una wild card per il tabellone principale:
- Marco Cecchinato
- Fabio Fognini
- Lorenzo Musetti
- Giulio Zeppieri

I seguenti giocatori sono passati dalle qualificazioni:

- Federico Coria
- Jozef Kovalík
- Sumit Nagal
- Andrea Pellegrino

I seguenti giocatori sono entrati in tabellone come lucky loser:
- Andrej Martin
- Danilo Petrović

### Ritiri
Prima del torneo
- Nikoloz Basilašvili → sostituito da  Yannick Hanfmann
- Fabio Fognini → sostituito da  Danilo Petrović
- Cristian Garín → sostituito da  Gianluca Mager
- Philipp Kohlschreiber → sostituito da  Roberto Carballés Baena
- Juan Ignacio Londero → sostituito da  Andrej Martin
- Guido Pella → sostituito da  Kamil Majchrzak
- Diego Schwartzman → sostituito da  Fabio Fognini
- João Sousa → sostituito da  Stefano Travaglia

Durante il torneo
- Lorenzo Musetti
- Stefano Travaglia

## Partecipanti al doppio

### Teste di serie
| Nazione       | Giocatore            | Nazione       | Giovatore       | Ranking* | Testa di serie |
| ------------- | -------------------- | ------------- | --------------- | -------- | -------------- |
| Colombia      | Juan Sebastián Cabal | Colombia      | Robert Farah    | 3        | 1              |
| Australia     | John Peers           | Nuova Zelanda | Michael Venus   | 34       | 2              |
| Nuova Zelanda | Marcus Daniell       | Austria       | Philipp Oswald  | 91       | 3              |
| Italia        | Simone Bolelli       | Argentina     | Máximo González | 116      | 4              |

* Ranking aggiornato al 28 settembre 2020.

### Altri partecipanti
Le seguenti coppie hanno ricevuto una wildcard per il tabellone principale:
- Marco Cecchinato /  Andreas Seppi
- Andrej Golubev /  Oleksandr Nedovjesov

Le seguenti coppie sono entrate in tabellone come alternate:
- Albert Ramos Viñolas /  David Vega Hernández

### Ritiri
Durante il torneo
- Pablo Andújar
- Frances Tiafoe

## Punti e montepremi
| Torneo              | V       | F       | SF     | QF     | 2T     | 1T     | Q    | Q2     | Q1     |
| Singolare           | 250     | 150     | 90     | 45     | 20     | 0      | 12   | 6      | 0      |
| Premi in denaro (€) | €13 320 | €11 130 | €9 070 | €7 425 | €6 600 | €5 415 | N.D. | €2 645 | €1 375 |
| Doppio              | 250     | 150     | 90     | 45     | N.D.   | 0      | N.D. | N.D.   | N.D.   |
| Premi in denaro (€) | €6 030  | €5 000  | €4 000 | €3 210 | N.D.   | €2 630 | N.D. | N.D.   | N.D.   |

## Campioni

### Singolare
Laslo Đere ha sconfitto in finale  Marco Cecchinato con il punteggio di 7–6(3), 7-5.
- È il secondo titolo in carriera per Đere, primo della stagione.

### Doppio
Marcus Daniell /  Philipp Oswald hanno sconfitto in finale  Juan Sebastián Cabal /  Robert Farah con il punteggio di 6-3, 6-4.